# Сан-Педро-де-ла-Наве
Сан Педро де ла Наве — вестготская церковь, относящаяся к VIII веку и находящаяся В 19 километрах от города Саморы.
Лепные украшения на капителях этой церкви — одни из немногих сохранившихся в Испании образцов вестготского искусства. Это тяжёлая по формам церковь с пышным резным декором в интерьере, щедро украшенная внутри резьбой и росписью. В ней сохранились характерные черты вестготской архитектуры — это подковообразные арки, прямоугольные в плане апсиды, кладка из тёсаного камня, использование растительного и животного орнамента.